# Челябинский завод металлоконструкций
Челя́бинский заво́д металлоконстру́кций (ЧЗМК) — российский производитель стальных строительных и мостовых конструкций. Предприятие производит конструкции для сооружений гражданского назначения, торгово-развлекательных комплексов, спортивных объектов, аэропортов, офисных зданий, мостовых пролётных строений, опор линий электропередач, объектов чёрной металлургии, а также металлургического оборудования.
На заводе работают более 1600 человек.

## История
Завод «Стальмост» образован в 1936 году в Верхней Салде Свердловской области, в 1942 году переведён в Челябинск.
В 2022 году вошёл в состав Трубной металлургической компании.

## Продукция
Среди объектов, построенных с участием ЧЗМК, — большая спортивная арена «Лужники», Московский международный дом музыки, Останкинская телебашня, храм Христа Спасителя в Москве, терминал международного аэропорта Кольцово (Екатеринбург), центральный олимпийский стадион «Фишт» в Сочи, самый высокий небоскрёб в Европе — «Лахта-Центр» в Санкт-Петербурге.